# Topaza
A Topaza a madarak osztályának sarlósfecske-alakúak (Apodiformes) rendjébe és a kolibrifélék (Trochilidae) családjába tartozó nem.

## Rendszerezésük
A nemet George Robert Gray írta le 1840-ben, az alábbi 2 faj tartozik ide:
- tüzes topázkolibri (Topaza pyra)
- topázkolibri (Topaza pella)

## Előfordulásuk
Dél-Amerika északi részén honosak. Természetes élőhelyeik a szubtrópusi vagy trópusi síkvidéki esőerdők. Állandó, nem vonuló fajok.

## Megjelenésük
A hímek testhossza hosszú faroktollával együtt 21–23 centiméter, testtömegük 12–17 gramm, a tojóké 13–14 centiméter.

## Életmódjuk
Főleg nektárral táplálkoznak.